# Mulloidichthys martinicus
Mulloidichthys martinicus es una especie de peces de la familia Mullidae en el orden de los Perciformes.

## Morfología
• Los machos pueden llegar alcanzar los 39,4 cm de longitud total.

## Distribución geográfica
Se encuentra desde Bermuda y Florida (Estados Unidos) hasta Brasil, incluyendo el Golfo de México y el Mar Caribe. También en Cabo Verde y en São Tomé.

## Hábitat
Es un pez de mar.